# Johnny Rockfort
Johnny Rockfort est le personnage principal de Starmania, l'opéra-rock de Michel Berger et de Luc Plamondon.

## Présentation

### Biographie fictive
Johnny Rockfort est né dans la Banlieue Nord de Monopolis. Son père est alcoolique et sa mère souffre de maladie mentale, poussant l'enfant à traîner très tôt dans les rues. Il quitte le circuit scolaire dès ses quinze ans, refuse tout emploi stable et se tourne vers l'illégalité. L'Underground Café devient son refuge, il y rencontre ses compagnons d'infortune. Par la suite, il devient le chef d'une bande criminelle.
Un soir, au bar, Johnny croise la route de Sadia, une étudiante agitatrice travestie issue de la haute société. Cette dernière exerce aussitôt une forte fascination sur Rockfort. Selon Marie-Jeanne, serveuse à l'Underground Café (devenu le lieu de ralliement du gang), l'alchimie entre eux est palpable : dès leur première rencontre, « ils sont restés debout au bar [et] ont parlé très tard ». Ils deviennent inséparables et Sadia s'impose en tête pensante du groupe. C'est elle qui propose à Johnny le nom des Étoiles Noires, arguant que « dans les souterrains les étoiles ne brillent pas fort, Monsieur Johnny Rockfort ». C'est également elle qui pousse le groupe à s'ériger en ennemi ultime de Zéro Janvier, un milliardaire aux idées totalitaires et candidat à la présidence.
Dès lors, la notoriété des Étoiles Noires explose. Aux informations, Johnny et sa bande font régulièrement les gros titres. Pour augmenter le prestige du groupe, Sadia arrange une interview de Johnny avec Cristal, la présentatrice-vedette de l’émission télévisée Starmania.
Le rendez-vous est fixé trois jours plus tard, à l'Underground Café. Entre Sadia et Cristal, la rencontre est houleuse (Marie-Jeanne affirme qu'elles sont « comme le feu et l'eau ») ; Sadia prend vite ombrage de la présence de Cristal, surtout lorsque Johnny la congédie froidement (« mêle-toi de c'qui te regarde »).
Au premier regard, c'est le coup de foudre entre Johnny et Cristal. La présentatrice devine de suite qui il est et le jeune homme la contemple avec une admiration à peine voilée (« t'es encore plus belle en trois dimensions »). A la fin de l'entretien, qui a pris une tournure de plus en plus personnelle, les jeunes gens se déclarent leur flamme.
Cristal disparaît à la suite de l'entretien et Télé Capitale, la chaîne d'Information en continu qui diffuse Starmania, affirme que sa présentatrice fétiche a été enlevée. Marie-Jeanne révèle qu'il en va tout autrement : par amour, Cristal s'est enfuie avec Johnny et a rejoint le groupe.

Alors que les Étoiles Noires se sont retranchées dans un hangar désaffecté, Johnny délaisse Sadia au profit de la présentatrice. La nouvelle venue déplaît d'autant plus à cette dernière que son influence sur la bande décline inexorablement. Lorsque Sadia exige que Cristal écrive un télégramme pour revendiquer son enlèvement, la star propose une autre stratégie de communication : pirater la fréquence de Télé Capitale lors d'un débat entre Zéro Janvier et son opposant politique (le Gourou Marabout). Elle expliquerait alors au monde entier qu'elle a rejoint les Étoiles Noires par amour. Une dispute éclate lorsque Sadia reproche à Johnny de suivre aveuglément Cristal :

« Johnny Rockfort :  O.K. à partir d'aujourd'hui / C'est moi qui prends les décisions !

Sadia : Oui, mais si moi j'ai pas envie / De jouer les seconds violons ?

Johnny Rockfort :  Alors personne ne te retient / Tu fais ce que tu veux !

Sadia :  Johnny, je te préviens / Tu joues avec le feu... »

Johnny se range du côté de Cristal et Sadia quitte les Étoiles Noires sur une menace à peine voilée.
L'idée de Cristal s'avère être une réussite : photographiée en costume d'Étoile Noire aux côtés de Johnny, elle devient une icone populaire, accentuant son prestige et celui du groupe.
En dépit de leur succès, le couple ne s'entend pas sur leur futur. Redoutant de perdre son grand amour, Johnny envisage durant un temps de se retirer du monde criminel en compagnie de son amante. Mais Cristal refuse et le pousse à davantage de radicalité pour imposer leurs idéaux. L'ancienne présentatrice suggère alors de faire « sauter la tour dorée de Zéro Janvier ». Mais Sadia, qui s'avère être à la solde de Janvier, trahit les rebelles.
Johnny, Cristal et les Étoiles Noires s'apprêtent à poser une bombe au Naziland, la discothèque de Janvier. Sadia les dénonce (possiblement par jalousie), entraînant le trépas de Cristal. Cette mort laisse Johnny perdu et désespéré, livré à son mal-être :

« Pourquoi je vis, pourquoi je meurs

Pourquoi je ris, pourquoi je pleure

Voici le SOS d'un terrien en détresse

[...] J'suis mal dans ma peau

J'voudrais voir le monde à l'envers

Si jamais c'était plus beau, plus beau vu d'en haut

[...] J'ai toujours confondu la vie avec des bandes dessinées

J'ai comme des envies de métamorphose

Je sens quelque chose qui m'attire, qui m'attire

Qui m'attire vers le haut. »

### Décès
Le dénouement entourant Johnny et sa bande varie selon les versions :
- Dans la première représentation du spectacle, après la mort de Cristal, Rockfort tente d'éliminer Zéro Janvier mais est assassiné à son tour par les hommes de main du nouveau président de l'Occident. La scène finale voit l’esprit de Johnny s'élever vers d'autres cieux, pendant que les Terriens chantent à l'univers leur désespoir vis-à-vis de leur condition.
- Dans les années 80, la production filmée au Théâtre Marigny montre une fin à peine moins tragique où les Étoiles Noires sont arrêtées et jetées en prison.
- Dans la tournée 2022-2024, Johnny se suicide en activant la bombe, la dépouille de Cristal serrée contre lui, concrétisant ainsi le projet de la jeune femme. Il entraîne dans la mort toutes les personnes présentes au Naziland parmi lesquelles Janvier, Ziggy et Sadia.

### Caractère
Malgré son tempérament nihiliste, brutal et dur, Johnny Rockfort cache néanmoins une nature romantique (« J'ai toujours rêvé de rencontrer un ange / Je suis venu au monde / En criant au secours / J'ai besoin d'amour »).
De son propre aveu, le jeune homme ne défend aucune idéologie spécifique : « j'me fous d'la politique, j'ai jamais lu un journal et j'm'en porte pas plus mal ». Il se considère en outre comme sans passé et sans avenir.
Selon Marie-Jeanne, Johnny veut avant tout faire parler de lui.
Dans les premières interprétations du spectacle, la violence de Johnny est exacerbée par ses rencontres sentimentales : Sadia d'abord, Cristal ensuite. Il refuse dans un premier temps de se joindre à Sadia dans sa croisade contre Zéro Janvier, par crainte de la récupération politique (« Moi, j'fais pas ça pour des idées »), avant de céder. Après avoir découvert l'amour en la personne de Cristal, par peur de la perdre et totalement dévoué à la jeune femme, il est prêt à renoncer à son quotidien pour s'enfuir avec elle, suggérant qu'ils pourraient « s'en aller et tout recommencer ». Cette dernière le rabroue durement. C'est sur son impulsion qu'il accepte de mener un ultime attentat au Naziland, attentat qui sera fatal aux amants maudits.
Sa brutalité est plus explicite dans la version 2022 : il chante Quand on arrive en ville en solo, signalant tacitement au public que Sadia n'est pas à l'origine de ses pulsions violentes et destructrices. Dès sa première apparition en compagnie des Étoiles Noires, on le voit passer à tabac deux personnes, dont une qu'il achève de sang-froid avec un parpaing. S'il suit une trajectoire similaire (rencontre avec Cristal, découverte de l'amour, tentative avortée de rédemption, retour au terrorisme), la mise en scène insiste en amont sur son tempérament belliqueux et instable. Dès lors, certaines critiques comparent Johnny et son gang à Alex et ses droogs dans le film de Stanley Kubrick, Orange mécanique. Le Point affirme qu'il « est peut-être le personnage le plus complexe de Starmania » : la journaliste voit en lui un vagabond « sans but et sans avenir, détruisant tout sur son passage » qui « dégage cependant une forme de naïveté enfantine », encadré par « sa bande de loubards maquillés » comparables aux « compères maléfiques et fous du Joker dans Batman ». La production détermine Johnny Rockfort tel un antihéros « nerveux et agressif qui se construit par opposition » ; elle n'exclue pas pour autant sa dimension romantique puisque « l'amour [va] révéler une nouvelle facette de ce personnage qui souhaite alors prendre un nouveau chemin ».

### Représentation physique
Johnny Rockfort est souvent campé par des hommes élancés, aux cheveux longs et bruns en bataille. De l'avis de Plamondon, l'image renvoyée doit être celle d'un « terroriste efflanqué qui ne mange pas à sa faim ». Son style, souvent très marqué et emblématique de son époque, évolue au gré des productions.
Incarné par Balavoine, il arbore un ensemble écarlate pourvu d'une étoile noire sur la poitrine, élaboré par Randy Barcello et Jean-Pierre Clech.
De la fin des années 80 au début des années 90, Norman Groulx, Renaud Hantson et Bruno Pelletier sont tour à tour parés de similicuir et empruntent à la scène rock contemporaine dans des créations du duo Jean-Yves Legavre-Juan Stoppani.
Entre les années 90 et les années 2000, Bruno Pelletier, suivi par Norman Groulx puis Frank Sherbourne se voient pourvus du look le plus excentrique jamais imaginé pour Rockfort : signée Philippe Guillotel, sa tenue très échancrée, à dominantes noires et rouges, dévoile haut asymétrique et sous-vêtement apparent ou marcel plongeant, short étudiant et bottes montantes.
Pour la tournée 2022-2024, Nicolas Ghesquière (directeur artistique chez Vuitton) pare Côme d'une combinaison bleu ardoise et d'une paire de rangers. Sur Quand on arrive en ville, il est introduit avec un maquillage grimaçant représentant un rictus asymétrique bleuté (une sorte de sourire de Cheshire) et un regard charbonneux violacé. Un vernis sombre écaillé vient parfaire son look grunge. L'espace de quelques tableaux, il affiche aussi un lourd manteau de fourrure blanche, dérobé à l'une de ses victimes. Il est sobrement habillé d'un ensemble noir lors de ses ultimes scènes.

## Sources d'inspiration

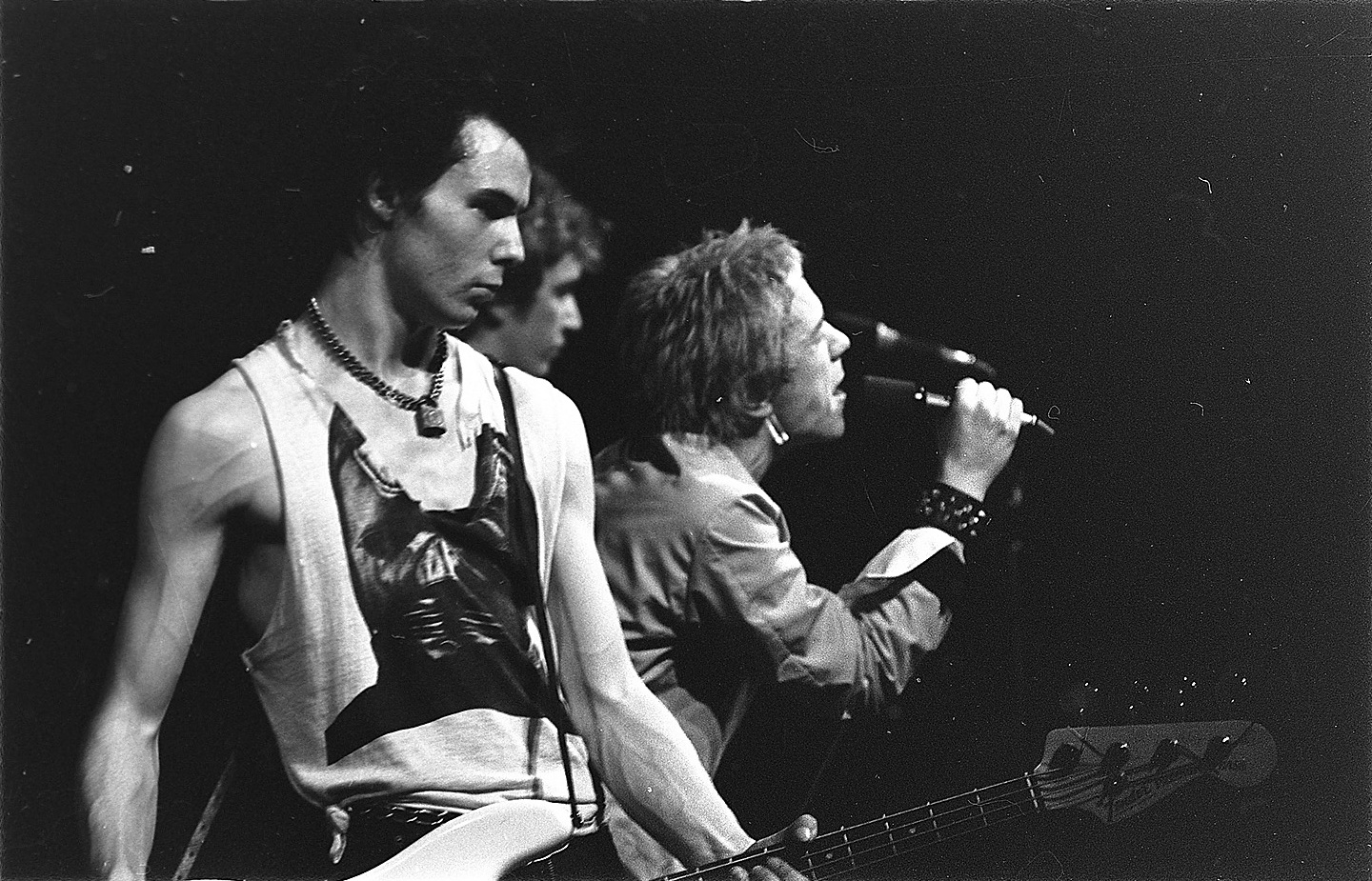
Les Sex Pistols en concert (1977).

Le nom Rockfort est une traduction littérale du genre hard rock. Pour Luc Plamondon, Johnny Rockfort s'apparente à Johnny Rotten, le chanteur du groupe punk Sex Pistols.
Selon le compositeur et Daniel Balavoine, Rockfort et ses Étoiles Noires présentent des similitudes avec la bande à Baader.
Si le syndrome de Stockholm est absent dans leur relation, l'idylle entre Johnny et Cristal se base en partie sur une affaire très médiatisée de 1974 : celle de l'enlèvement de la riche héritière Patricia Hearst par l'Armée de libération symbionaise, dont elle a soutenu les opérations par la suite.
Du fait de sa nature romantique, violente et mélancolique, ainsi que son histoire d'amour immédiate mais éphémère avec Cristal, Johnny est qualifié de « Roméo destroy » par certains biographes. Les similitudes entre la romance shakespearienne et l'idylle unissant Johnny à Cristal sont confirmées par Plamondon : « Sur fond de violence, notre idée était de raconter une histoire d'amour entre le chef des terroristes et la jeune star des médias, une sorte de Roméo et Juliette rock ».

## Interprètes

### Liste des interprètes
Le personnage de Johnny Rockfort est interprété successivement par Daniel Balavoine (1978-1979), Robert Leroux (1980), Norman Groulx (1986-1987 / 1988-1990 / 1995-1999), Renaud Hantson (1988-1989), Paul Kribbe (1991), Bruno Pelletier (1993-1995), Frank Sherbourne (2000-2001), Côme (2022-2024) puis William Cloutier (2024).

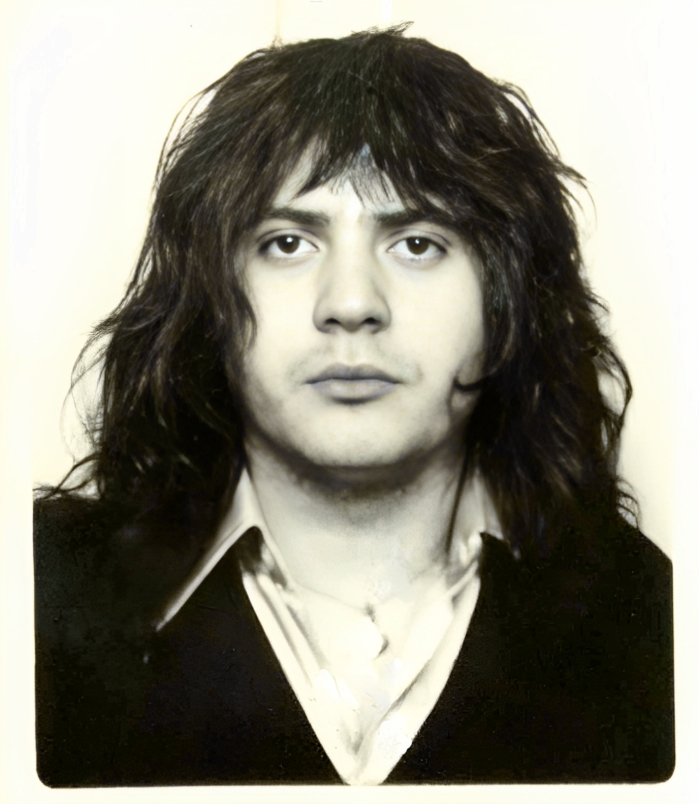
Daniel Balavoine, le premier interprète de Johnny Rockfort (ici dans les années 1980).

### Vision des interprètes et des créateurs sur le rôle
Alors que la production favorise Johnny Hallyday pour incarner l'anti-héros, Michel Berger, France Gall et Luc Plamondon lui préfèrent Daniel Balavoine : ce dernier se présente à l'audition avec un blouson de cuir noir et le livre de la bande à Baader, scellant le choix des compositeurs. Berger revient sur les similitudes entre son personnage clef et le tout premier interprète de ce dernier : « Johnny Rockfort est un personnage assez violent et, au départ, les gens trouvaient que Balavoine n'avait aucune violence. Il avait en fait en lui une grande violence, mais très contenue, et il m'a dit par la suite que Starmania l'avait énormément aidé à sortir de cette violence. [...] Johnny Rockfort est un personnage écorché et émouvant. Et ça, Balavoine l'a eu tout de suite ». Balavoine lui-même porte sur son rôle un regard complexe : « C'est un personnage tourmenté. Il a des désirs de violence parce qu'il n'a pas d'autre moyen de s'exprimer. Il est faible, il n'assume pas ses responsabilités. Il a besoin d'un autre personnage pour le pousser à poser des bombes. Il est bon au fond de lui, mais tellement désespéré qu'il finit par faire des bêtises à la place des autres. Je trouve que mon personnage est poétique ».
Pour Norman Groulx, Rockfort est avant tout un rockeur. Le comédien l'interprète sur trois productions différentes (1986, 1988 et 1994) et affirme que Johnny « a grandi » avec lui : « Depuis 1986, il n'a pas beaucoup changé. Parfois, selon les mises en scène, je devais modifier un peu ma façon de le présenter mais, dans la mesure du possible, je ne l'éloignais pas trop de ce que j'étais ». Il avoue avoir eu des difficultés à se séparer de Rockfort, lequel reste à ses yeux son rôle le plus emblématique (« Il m'est arrivé de me prendre pour [lui] hors de la scène. Quand on vit dans la peau de Johnny, parfois, il est dur d'en sortir [...]. Ce personnage m'a transformé mais je ne sais pas si c'est en bien. »).
Pour sa part, Renaud Hantson insiste sur la personnalité que chacun a su insuffler au protagoniste : « Norman Groulx et moi avions chacun notre façon de jouer Johnny Rockfort. Son interprétation en faisait un personnage plutôt agressif, et la mienne un être assez malsain, mais nous nous rejoignions sur SOS d'un terrien en détresse où nous privilégions tous les deux l'émotion ».
Bruno Pelletier (Starmania 93) revient sur son attrait pour le rôle et la dimension physique du personnage : « Dès le départ, j'ai désiré interpréter Johnny Rockfort. Lewis Furey voulait des Étoiles Noires acrobatiques : des cascadeurs, des adeptes des arts martiaux... Luc Plamondon savait que j'étais ceinture noire de karaté, que j'avais été champion de cette discipline au Québec. J'avais le bon background physique ». Il étudie en outre les interprétations antérieures de Rockfort (Balavoine et Groulx), afin d'apporter « une nouvelle vision, une nouvelle lecture » et de s'en démarquer d'un « point de vue vocal, physique, [...] théâtral ». Pelletier étudie aussi le profil psychologique du personnage, dans une démarche d'acteur : « Quand j'ai trouvé ce que je dois faire, je me glisse facilement dans le rôle, chaque soir, et je peux le quitter tout aussi aisément. Il y a une part de folie et de violence dans le personnage de Johnny Rockfort ; pour les faire ressortir, j'ai puisé dans la part la plus sombre de mon être ».
Frank Sherbourne, qui jouait Ziggy avant de succéder à Pelletier, saisit l'opportunité de cette évolution : « Je sais que certains ne croyaient pas en moi pour ce rôle, notamment les fans qui m'adoraient en Ziggy. Pourtant, ça s'est très bien passé. Changer de personnage m'a donné un nouveau souffle ».

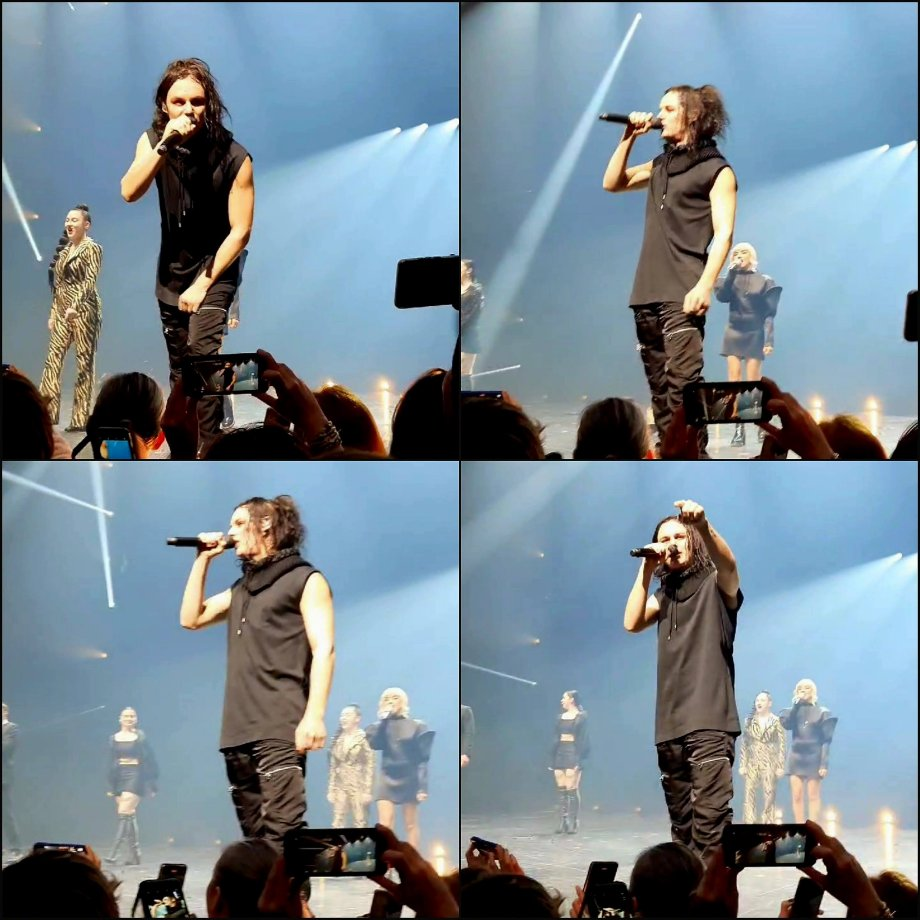
Côme lors du final de Starmania, à La Seine Musicale.

Dans la version 2022-2024, Johnny Rockfort est incarné par Côme. Selon lui, Johnny « ne croit pas en la société dans laquelle il se trouve. Il est en contradiction totale avec elle. [...] Et, en même temps, il est complètement perdu. C'est un rebelle au cœur tendre ultra violent. [...] L’idée c'est d'apporter une touche différente à ce personnage et de rester dans mon époque. [...] Je me contente de taper juste dans le personnage, de le rendre crédible. Je veux le faire vivre le plus honnêtement possible sans tomber dans les clichés ». Le Point salue son interprétation et affirme que « le successeur de Balavoine navigue dans les octaves avec une facilité déconcertante ». L'écho est similaire du côté du Parisien, où la critique souligne une « voix au grain délicieux » qui gagne en assurance au fil du show (« On le juge d'abord un brin timide sur les aigus comparé à [Daniel Balavoine] ? Il remet tout le monde à sa place sur SOS d'un Terrien en détresse »). Sa doublure puis interprète titre du rôle en 2024, William Cloutier revient sur la difficulté à incarner une figure aussi brutale : « ce personnage-là, qui est habité d'une grande violence que je n'ai pas nécessairement, c'est vraiment l'occasion d'explorer et de proposer quelque chose qui me met un peu en défi soir après soir, [y compris] vocalement ».

## Chansons dans l'opéra rock
Johnny Rockfort interprète les titres suivants :
- Quand on arrive en ville, duo avec Sadia, solo dans la tournée 2022-2024 ;
- Banlieue nord ;
- Sadia et Johnny, duo avec Sadia ;
- Le coup de téléphone, trio avec Sadia et Cristal ;
- Interview de Johnny Rockfort, duo avec Cristal ;
- Un enfant de la pollution[29] ;
- Trio de Jalousie, trio avec Sadia et Cristal ;
- SOS d'un terrien en détresse ;
- Quand on n'a plus rien à perdre, duo avec Cristal.